# Winter-Universiade 1975
Die Winter-Universiade 1975 fand vom 6. bis zum 13. April in Livigno, Italien statt.

## Sportarten
| Disziplin   | Entscheidungen |
| ----------- | -------------- |
| Ski Alpin   | 8              |
| Skilanglauf | 5              |
| Gesamt      | 13             |

## Medaillenspiegel
| Platz  | Land             | Gold | Silber | Bronze | Gesamt |
| ------ | ---------------- | ---- | ------ | ------ | ------ |
| 1      | Sowjetunion      | 5    | 4      | 4      | 13     |
| 2      | Italien          | 3    | 3      | 5      | 11     |
| 3      | Frankreich       | 2    | 4      | 1      | 7      |
| 4      | Tschechoslowakei | 2    | 2      | 1      | 5      |
| 5      | Kanada           | 1    | –      | –      | 1      |
| 5      | Schweiz          | 1    | –      | –      | 1      |
| 7      | Österreich       | –    | 1      | –      | 1      |
| 8      | Polen            | –    | –      | 2      | 2      |
| 9      | Liechtenstein    | –    | –      | 1      | 1      |
| Gesamt | Gesamt           | 14   | 14     | 14     | 42     |